# 第一产业

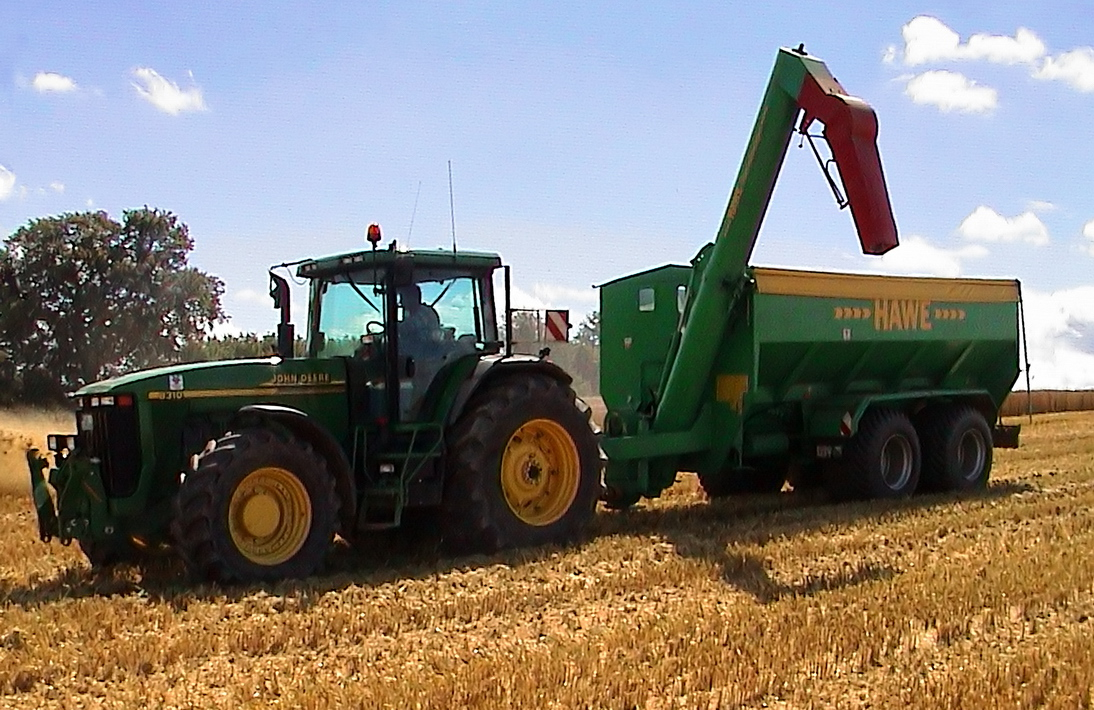
农业生产机械

第一級產業，又稱第一產業，是指位處一件產品的生產鏈最低層的行業，這些行业在一件產品的生產鏈中擔任原料的提取工作，是該產品自生產至供应市场的最早階段。

## 意義
第一产业位處生產鏈的最低層，這些行业在一件產品的生產鏈中擔任原料的提取工作。
由于每樣產品都有自己獨有的生產鏈，所以第一產業對於不同的產品而言有不同的意義，一部手机的生產鏈中的第一級產業為它的第一級產業則是鋼材等原料的提取。由于鋼材作为一種建筑材料而言，本身亦是一件產品，亦有自己的一條生產鏈。鐵鑛開採就是鋼材第一級產業，亦可以算是一橦樓房的生產鏈中的其中一環，因此一橦樓房的第一級產業也可以包括鐵鑛開採。一般而言，食品产业（农业/种植业、畜牧业、水产业）、采矿业、林业/伐木业、盐业被统称為第一产业。

## 香港初級產業
在香港開埠成為貿易港前，約4成人口均以捕魚為業，初級產業成為開埠前原居民的主要經濟來源。
香港的濱海丘陵地形，山多且三面環海，造就了採礦業和捕魚業等初級產業，而平原地方則以務農為主。
- 香港礦業
- 香港農業
- 香港漁業
- 香港鹽業
- 香港採木業
- 香港養殖業

## 中国第一產業分类
在《國民經濟行業分類》中，第一产业是指农、林、牧、渔业（不含农、林、牧、渔服务业），僅包括A門類，共計5大類。